# Abilene (Texas)
Abilene (hebräisch für Stadt in der Ebene) ist eine Stadt im US-Bundesstaat Texas. Das U.S. Census Bureau hat bei der Volkszählung 2020 eine Einwohnerzahl von 125.182 ermittelt.
Die Stadt wurde 1881 zur Zeit des Eisenbahnbaus in der Region gegründet. Zehn Jahre danach wurde 1891 die Hardin–Simmons University gegründet. Der Ort liegt 524 Meter über dem Meeresspiegel.
Abilene ist stolz auf seine lange militärische Geschichte, die bis ins Jahr 1800 zurückreicht. Als Heimat der Dyess Air Force Base mit seiner Rockwell-B-1-Bomberflotte und des Lockheed-C-130-Transportflugzeuges wird diese militärische Tradition im 21. Jahrhundert fortgesetzt.

## Geographie
Abilene liegt in der nordwestlichen Ecke des Taylor Countys, im mittleren Nordwesten von Texas und liegt am südlichen Rand des Texas Panhandles. Ein Teil des Gemeindegebietes liegt in Jones County.

## Verkehr
Abilene hat Anbindung an die Ost-West verlaufende Interstate 20 und die Nord-Süd verlaufenden U.S. Highways 83, 84 und 277. Die seit 1881 bestehende Verbindung mit der Texas and Pacific Railroad besteht bis heute weiter.
Der Bahnhof Abilene ist noch erhalten, wird aber nur im Güterverkehr genutzt. Das Empfangsgebäude wurde in den letzten Jahren umfassend restauriert. Am 11. Mai 2016 wurde eine Gedenktafel vor dem Gebäude enthüllt und das Gebäude als „Texas Historic Landmark“ anerkannt.

## Geschichte
Abilene verdankt sein Bestehen der Texas and Pacific Railroad sowie einigen Ranchern und Landspekulanten. Vor der Ankunft der Eisenbahn wurde die Gegend um Abilene sporadisch von umherziehenden amerikanischen Ureinwohnern besiedelt, danach von Militär, Büffeljägern und Ranchern. Nach 1870 waren die Indianer vertrieben, und die Herden der Rinderzüchter grasten in diesem Gebiet.
1878 wurde das Taylor County gebildet, und Buffalo Gap wurde zum Sitz der Countyverwaltung (County Seat) gewählt. Als die Texas and Pacific Railroad 1880 damit begann, ihre Schienen westwärts zu verlegen, taten sich mehrere Geschäftsleute und Landspekulanten zusammen, um die Eisenbahngesellschaft dazu zu bewegen, die Gleise durch ihr Land zu verlegen. Das Land stellten sie bereitwillig zur Verfügung, und ein kleiner Ort namens Abilene, benannt nach der gleichnamigen Rinderstadt Abilene in Kansas, wurde gegründet.
Nach der Ankunft der Eisenbahn 1881 befürwortete diese den neuen Ort und bezeichnete ihn als Future Great City of West Texas. Der Ort wuchs schnell, viele Geschäftsleute zogen aufgrund der Eisenbahnverbindung in die neue Stadt und am 23. Oktober 1883 wurde Abilene zum neuen Sitz der Countyverwaltung gewählt. 1890 hatte der Ort bereits 3194 Einwohner und 1910 war die Einwohnerzahl bereits auf 9204 angewachsen.

## Abilene als Teil des Stargate-Plans
Im Jahre 2025 entschied sich das Unternehmen Oracle, eines der größten Rechenzentren weltweit in Abilene zu errichten. Die Eigentümer des Standorts, Crusoe und Blue Owl Capital, brachten rund 15 Milliarden US-Dollar an Fremd- und Eigenkapital auf, davon jeweils unabhängig voneinander etwa 5 Milliarden US-Dollar in bar. JPMorgan stellte 9,6 Milliarden US-Dollar über zwei Kredite bereit. Oracle pachtet das Gelände für 15 Jahre.
 
Die Anlage ist Teil des Stargate-Projektes. Die 500-Milliarden-Dollar-Initiative, wird unter anderem von OpenAI, SoftBank, Oracle und MGX in Abu Dhabi bezahlt. Das Rechenzentrum in Abilene konkurriert mit dem Ausbau von Elon Musks "Colossus"-Rechenzentrum in Memphis (Tennessee). OpenAI und Microsoft beendeten Anfang 2025 ihren Exklusivvertrag, nachdem der Strombedarf von OpenAI den Rechenzentrumsbetreiber Microsoft völlig überforderte. Oracle lässt für 40 Milliarden US-Dollar acht Hallen bauen. In diesen verschlingen 400.000 Nvidia GB200-Chips ab Mitte 2026 rund 1,2 Gigawatt Strom. Diese Dienstleistung mietet OpenAI.

## Söhne und Töchter der Stadt
- Roy Crane (1901–1977), Comiczeichner und ein Pionier des klassischen Abenteuercomics
- Carole Cook (1924–2023), Schauspielerin
- Bill Sharman (1926–2013), Basketballspieler und -trainer
- Ann Wedgeworth (1934–2017), Schauspielerin
- Jim Hall (* 1935), ehemaliger Rennfahrer und Rennwagenkonstrukteur
- Mason Williams (* 1938), Gitarrist und Komponist
- Gregory Hoblit (* 1944), Filmproduzent und Filmregisseur
- Wayne Wells (* 1946), Ringer und Olympiasieger
- Lyn Collins (1948–2005), Soulsängerin
- Bill Maddox (1953–2010), Rockjazz-Schlagzeuger
- Dennis González (1954–2022), Jazz-Trompeter, Autor und Musikpädagoge
- Lee Roy Parnell (* 1956), Country-Sänger und Songschreiber
- Chris Bell (* 1959), Politiker, Mitglied im US-Repräsentantenhaus
- Michael T. Lacey (* 1959), Mathematiker
- David W. Harper (* 1961), Schauspieler
- Shae D’Lyn (* 1962), Schauspielerin
- Deirdre Lovejoy (* 1962), Schauspielerin
- Guy Penrod (* 1963), Gospel- und Christian-Music-Sänger
- Jessica Simpson (* 1980), Popsängerin und Schauspielerin
- C. J. Thomason (* 1982), Schauspieler und Model
- Megan Ewing (* 1984), Supermodel
- Ryan Guzman (* 1987), Schauspieler
- Katie Hill (* 1987), Politikerin
- Ken Baumann (* 1989), Schauspieler
- David Boudia (* 1989), Wasserspringer und Olympiasieger
- Paige McPherson (* 1990), Taekwondoin und Siegerin bei den Panamerikanischen Spielen in Guadalajara
- James Washington (* 1996), American-Football-Spieler
- Molly Phillips (* 2001), Beachvolleyballspielerin

## Klimatabelle
|                       | Jan  | Feb  | Mär  | Apr  | Mai  | Jun  | Jul  | Aug  | Sep  | Okt  | Nov  | Dez  |   |       |
| Mittl. Tagesmax. (°C) | 12,7 | 15,4 | 20,5 | 25,4 | 29,1 | 33,0 | 35,1 | 34,7 | 30,4 | 25,5 | 19,1 | 13,9 | ⌀ | 24,6  |
| Mittl. Tagesmin. (°C) | −0,7 | 1,7  | 6,3  | 11,6 | 16,2 | 20,5 | 22,6 | 22,1 | 18,5 | 12,7 | 6,3  | 1,1  | ⌀ | 11,6  |
|                       |      |      |      |      |      |      |      |      |      |      |      |      |   |       |
| Niederschlag (mm)     | 26,2 | 29,5 | 34,5 | 48,3 | 75,4 | 72,6 | 53,1 | 71,1 | 81,5 | 63,8 | 37,6 | 26,2 | Σ | 619,8 |
|                       |      |      |      |      |      |      |      |      |      |      |      |      |   |       |
| Regentage (d)         | 2,8  | 3,8  | 3,9  | 4,5  | 5,6  | 4,8  | 4,2  | 4,7  | 5,5  | 4,5  | 3,7  | 3,3  | Σ | 51,3  |

| −0,7 |

| 1,7 |

| 6,3 |

| 11,6 |

| 16,2 |

| 20,5 |

| 22,6 |

| 22,1 |

| 18,5 |

| 12,7 |

| 6,3 |

| 1,1 |

| −0,7 |

| 1,7 |

| 6,3 |

| 11,6 |

| 16,2 |

| 20,5 |

| 22,6 |

| 22,1 |

| 18,5 |

| 12,7 |

| 6,3 |

| 1,1 |